# 买断制游戏
买断制游戏是指用戶只需一次购买即可玩的電子游戏，这与訂閱式遊戲相反，訂閱式遊戲玩家必须定期支付费用才能继续玩游戏。此外开发者或发行商在用戶购买后仍持续提供长期内容更新和技术支持。不過用戶在購買买断制游戏後可能依然會繼續付費。例如隨著很多买断制游戏已融入微交易机制，《激战2》允许玩家通过微交易機制购买额外游戏道具，而《命运2》的用戶還需購買遊戲季票才能解锁追加内容。